# M.R. James
M.R. James, właśc. Montague Rhodes James (ur. 1 sierpnia 1862 w Goodnestone Parish (Kent), zm. 12 czerwca 1936 w Eton) – brytyjski naukowiec i pisarz, twórca opowieści niesamowitych.

## Życiorys
Był synem pastora. Po jego narodzinach rodzina przeniosła się z Kentu do Suffolk. Uczył się w Temple Groove School,  a następnie w Eton College. Studia odbył w King’s College w Cambridge. Po zdobyciu dyplomu uniwersyteckiego został asystentem w Fitzwilliam Museum w Cambridge. W 1887 r. został członkiem (Fellow) King’s College, w 1889 r. dziekanem, a w latach 1913–1915 wicekanclerzem Uniwersytetu w Cambridge. Badał średniowieczne manuskrypty i apokryfy biblijne; jest autorem prac dotyczących średniowiecznej recepcji Apokalipsy św. Jana w sztuce. W 1918 r. przeniósł się do Eton, gdzie pozostał aż do śmierci, pełniąc w latach 1918–1936 funkcję rektora Eton College.
W 1930 r. został odznaczony Orderem Zasługi (Order of Merit).

## Twórczość
Karierę pisarza zaczął w 1904 r. publikując Opowieści starego antykwariusza, jednak już wiele lat wcześniej dał się poznać w kręgu przyjaciół i znajomych jako autor opowieści grozy. Wiele z nich zostało napisanych z okazji Bożego Narodzenia – autor odczytywał je w czasie świątecznych przyjęć. Pierwszym z przedstawionych w ten sposób tekstów było opowiadanie Canon Alberic's Scrapbook z 1893 r.
Inspiracją Jamesa byli tacy autorzy jak Joseph Sheridan Le Fanu. Był jednym z autorów opowieści niesamowitych, którzy odnowili formułę gatunku, uwalniając ją od schematów gotyckiej opowieści grozy: umieszczał swoje narracje w bardziej realistycznych i współczesnych okolicznościach, wykorzystując elementy codziennej rzeczywistości. Uważał, że dzięki odniesieniom do aktualnych realiów czytelnik będzie mógł się zidentyfikować z bohaterami i ich doznaniami, podczas gdy narracja umieszczona w czasach historycznych redukowała jego rolę do zwykłego obserwatora.
Za życia opublikował pięć zbiorów opowieści niesamowitych:
- Ghost Stories of an Antiquary (1904)
- More Ghost Stories of an Antiquary (1911)
- A Thin Ghost and Others (1919)
- A Warning to the Curious and Other Ghost Stories (1925)
- Collected Ghost Stories (1931) – wybór z poprzednich zbiorów uzupełniony trzema nowymi opowiadaniami[2]

### Wydania polskie
- Montague Rhodes James: Opowieści starego antykwariusza. Kraków: Wydawnictwo Literackie, 1976, seria: Stanisław Lem poleca. Brak numerów stron w książce
- M.R. James: Opowieści starego antykwariusza. Toruń: C&T, 2005. Brak numerów stron w książce
- M.R. James: Opowieści o duchach. Toruń: C&T, 2012. Brak numerów stron w książce
- M.R. James: Pięć flakoników. Toruń: C&T, 2014. ISBN 978-83-7470-307-9. Brak numerów stron w książce